# Košická Nová Ves
Košická Nová Ves é um bairro de Košice, a segunda maior cidade da Eslováquia. Está situado no distrito de Košice III, na região de Košice. Tem 5,77 km² de área e sua população em 2018 foi estimada em 2.806 habitantes.